# خوراک (زنبور عسل)

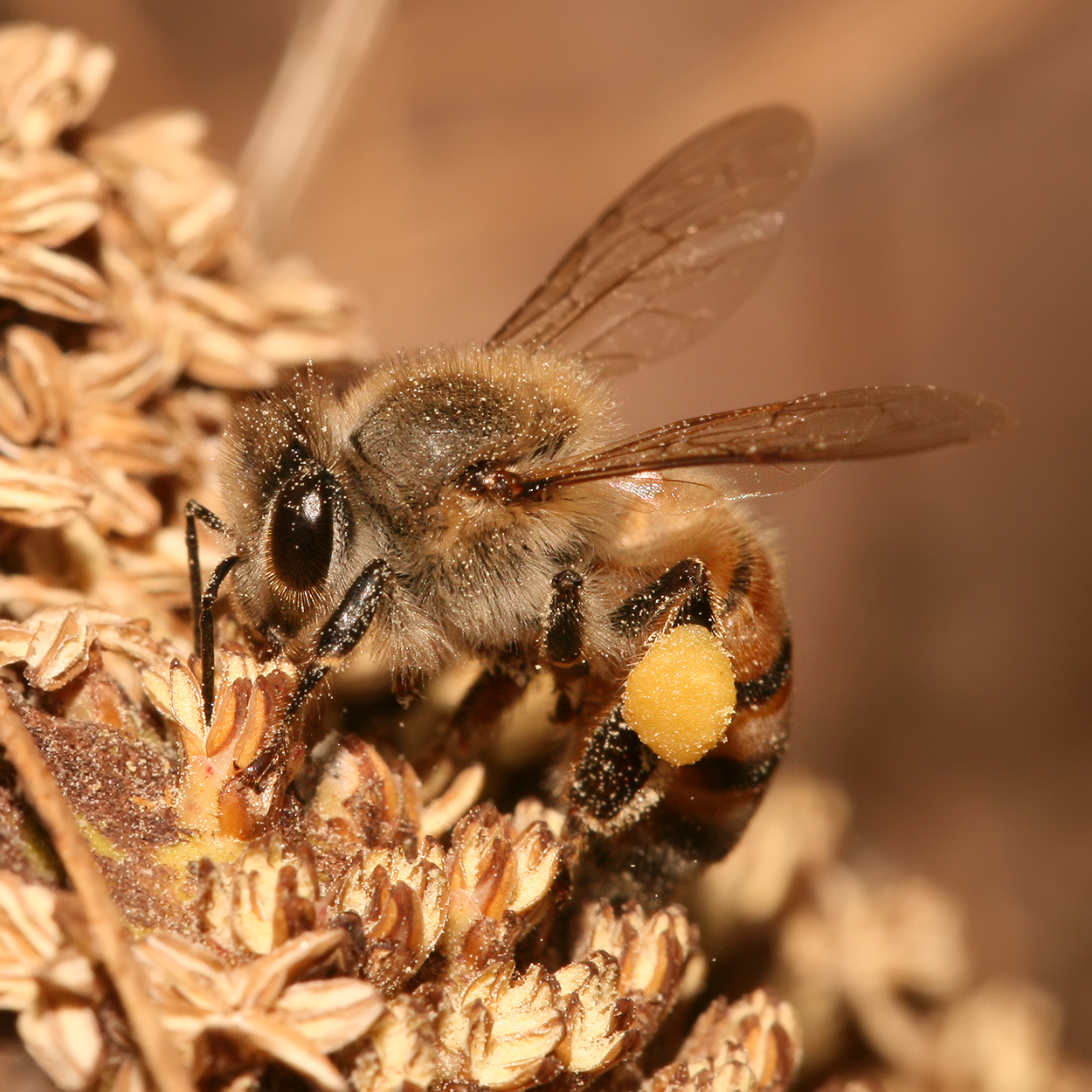
زنبورعسل اروپایی در حال جمع‌آوری شهد و گرده

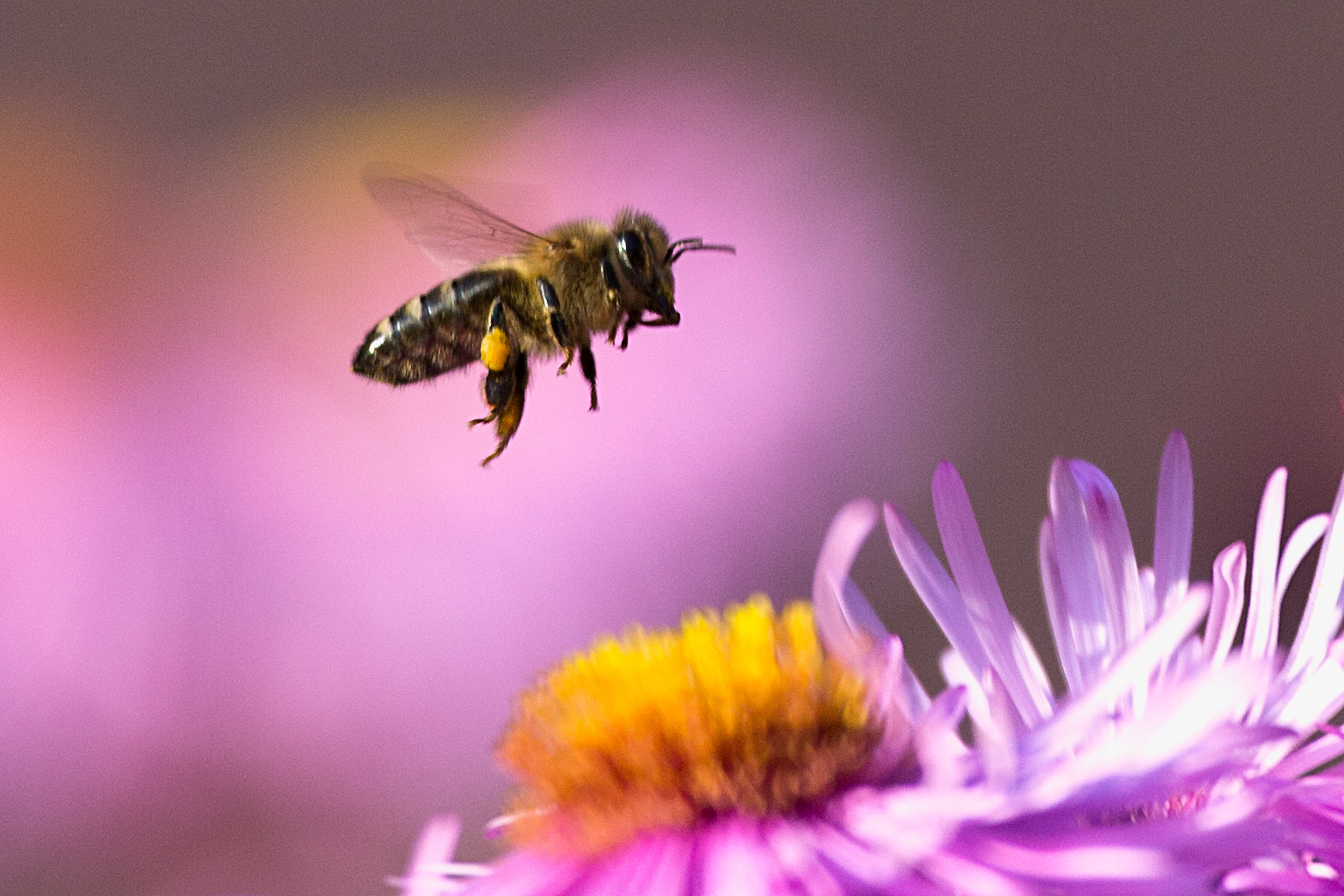
زنبورعسل اروپایی پس از جمع‌آوری گرده، در حال بازگشت به کندو. گرده‌ها موقتاً در سبد گرده روی پاهای زنبور ذخیره می‌شوند

برای زنبورها، جستجوی غذا شامل جمع‌آوری شهد و گرده از گیاهان گل‌دار در محدودهٔ پرواز آن‌هاست. منابع غذایی برای زنبورعسل غربی موضوعی مهم برای زنبورداران به‌شمار می‌آید. برای تعیین مکان مناسب کندو جهت بیشترین تولید عسل و نوزاد، باید فصل‌های بدون شهد را در نظر گرفت. در مواقعی که شهد کافی در طبیعت وجود ندارد، ممکن است نیاز به تغذیهٔ دستی زنبورها باشد. زنبورهایی که برای گرده‌افشانی تجاری به کار گرفته می‌شوند، معمولاً در محوطه‌های نگهداری به‌طور مصنوعی تغذیه می‌گردند. منابع غذایی همچنین برای مدیریت گرده‌افشانی توسط سایر گونه‌های زنبور اهمیت دارند.
شهد حاوی قندهایی است که منبع اصلی انرژی برای عضلات بال زنبور و تأمین حرارت کلنی در زمستان به‌شمار می‌رود. گرده نیز پروتئین و مواد معدنی کمیاب مورد نیاز را فراهم می‌کند که عمدتاً برای تغذیه نوزادان مصرف می‌شود تا جایگزین زنبورهایی شود که در چرخهٔ زندگی کلنی از بین می‌روند.
به‌طور کلی، محدودهٔ پرواز زنبورها از یک کندو حدود دو مایل (۳٫۲ کیلومتر) است، هرچند مشاهده شده که زنبورها تا دو یا سه برابر این فاصله نیز برای جستجوی غذا پرواز می‌کنند. آزمایش‌ها نشان داده‌اند که کندوهایی که در فاصلهٔ ۴ مایلی از منبع غذا قرار دارند، افزایش وزن پیدا می‌کنند، ولی فراتر از آن، انرژی صرف‌شده برای پرواز بیش از انرژی به‌دست‌آمده است. جستجوی غذا در فواصل دورتر موجب فرسایش بال‌ها و کاهش عمر زنبورهای جستجوگر شده و بهره‌وری کلنی را کاهش می‌دهد.
حداقل دمای مورد نیاز برای فعالیت جستجوگری زنبورعسل حدود ۵۵ درجه فارنهایت (۱۳ درجه سلسیوس) است. فعالیت کامل زمانی آغاز می‌شود که دما به حدود ۶۶ درجه فارنهایت (۱۹ درجه سلسیوس) برسد. تفاوت‌های اندکی میان نژادهای مختلف زنبورعسل غربی در دمای شروع پرواز مشاهده شده است.
منابع اصلی شهد و گرده به‌طور گسترده‌ای وابسته به عرض جغرافیایی، منطقه، فصل و نوع پوشش گیاهی هستند. زنبورها با استفاده از رقص دایره‌ای، رقص شکمی و حرکات لرزشی می‌توانند جهت و فاصلهٔ منبع غذایی را به یکدیگر منتقل کنند.
علاوه بر شهد و گرده، زنبورعسل ممکن است از عسلک برخی درختان سوزنی‌برگ و بلوط نیز تغذیه کند. وجود یک ملکه زنبور در هر کندو ضروری است، زیرا تنها او قادر به تخم‌گذاری تخم‌های بارور بوده و نقش اساسی در تولید زنبورهای کارگر و ملکه‌های جدید ایفا می‌کند؛ بنابراین، بقای گونه به وجود او وابسته است.